# 锯刺骨螺
锯刺骨螺（学名：Murex serratospinosus），是新腹足目骨螺科骨螺属的一种。主要分布于印度尼西亚、台湾，常栖息在沿岸。